# Mastax raffrayi
Mastax raffrayi é uma espécie de carabídeo da tribo Brachinini, com distribuição restrita à Etiópia.